# Lisa L'Heureux
Pour les articles homonymes, voir L'Heureux.
 (janvier 2021).
La mise en forme du texte ne suit pas les recommandations de Wikipédia : il faut le « wikifier ».
Les points d'amélioration suivants sont les cas les plus fréquents :
- Les titres sont pré-formatés par le logiciel. Ils ne sont ni en capitales, ni en gras.
- Le texte ne doit pas être écrit en capitales (les noms de famille non plus), ni en gras, ni en italique, ni en « petit »…
- Le gras n'est utilisé que pour surligner le titre de l'article dans l'introduction, une seule fois.
- L'italique est rarement utilisé : mots en langue étrangère, titres d'œuvres, noms de bateaux, etc.
- Les citations ne sont pas en italique mais en corps de texte normal. Elles sont entourées par des guillemets français : « et ».
- Les listes à puces sont à éviter, des paragraphes rédigés étant largement préférés. Les tableaux sont à réserver à la présentation de données structurées (résultats, etc.).
- Les appels de note de bas de page (petits chiffres en exposant, introduits par l'outil «  Source ») sont à placer entre la fin de phrase et le point final[comme ça].
- Les liens internes (vers d'autres articles de Wikipédia) sont à choisir avec parcimonie. Créez des liens vers des articles approfondissant le sujet. Les termes génériques sans rapport avec le sujet sont à éviter, ainsi que les répétitions de liens vers un même terme.
- Les liens externes sont à placer uniquement dans une section « Liens externes », à la fin de l'article. Ces liens sont à choisir avec parcimonie suivant les règles définies. Si un lien sert de source à l'article, son insertion dans le texte est à faire par les notes de bas de page.
- La présentation des références doit suivre les conventions bibliographiques. Il est recommandé d'utiliser les modèles {{Ouvrage}}, {{Chapitre}}, {{Article}}, {{Lien web}} et/ou {{Bibliographie}}. Le mode d'édition visuel peut mettre en forme automatiquement les références.
- Insérer une infobox (cadre d'informations à droite) n'est pas obligatoire pour parachever la mise en page.

Pour une aide détaillée, merci de consulter Aide:Wikification.
Si vous pensez que ces points ont été résolus, vous pouvez retirer ce bandeau et améliorer la mise en forme d'un autre article.
Lisa L'Heureux, née en 1983 à Ottawa, est écrivaine, dramaturge et metteuse en scène.

## Biographie
Bien que Lisa L'Heureux soit née à l'hôpital du côté d'Ottawa, Ontario, elle a grandi en Outaouais québécois. Elle a obtenu un baccalauréat en théâtre et en histoire de l’Université d’Ottawa et une maîtrise en théâtre de l’Université de la Colombie-Britannique. Elle est la directrice artistique du Théâtre Rouge Écarlate qu’elle a fondé et pour lequel elle a créé et dirigé les pièces Ciseaux (2014), Pour l’hiver (2015), Et si un soir (2018). Avec le Théâtre Rouge Écarlate, elle a également orchestré le "Projet D" (2017) et co-créé "Proximité" (2019).
Lisa L’Heureux participe aussi à l’écriture collective de Love is in the birds : une soirée francophone sans boule de disco (Théâtre du Trillium), ainsi que de Comment frencher un fonctionnaire sans le fatiguer et Tapage et autres bruits sourds (comme membre des Poids Plumes). Ce spectacle a été monté par le Théâtre français du Centre National des arts du Canada avec Annie Cloutier, Lisa L’Heureux et Louis-Philippe Roy à la direction artistique.  En tant que conseillère dramaturgique, elle a collaboré sur Les limites du bruit possible (Satellite Théâtre, Moncton) et ODE ou la vie après avoir regardé le soleil dans le blanc des yeux (Antoine Côté Legault, Sudbury).

## Pièces de théâtre

### Pièces de théâtre
- Pour l'hiver : produite en 2015 par le Théâtre Rouge Écarlate (appui du Théâtre du Trillium), publiée aux Éditions Prise de parole en 2016
- Et si un soir : produite en 2018 par le Théâtre Rouge Écarlate (appui du Théâtre du Trillium), publiée aux Éditions Prise de parole en 2018.

### Contribution
- Love is in the birds : une soirée francophone sans boule disco  : Produite en 2013 par le Théâtre du Trillium
- L'effet papillon - édition Casselman : Produite en 2015 par le Théâtre du Trillium[2]
- Comment frencher un fonctionnaire sans le fatiguer : Produite en 2015, par les Poids Plumes [2]
- Tapage et autres bruits sourds : Produite en 2017, par les Poids Plumes et le Théâtre français du Centre national des arts du CANADA

## Thématique et esthétique
Ses pièces de théâtre portent sur des questions intimes, avec l’utilisation d'un langage poétique et audacieux. Sa pièce Et si un soir a une progression particulière, car elle tente d'amoindrir le drame, donne un faux sens de sécurité aux spectateurs, puis les replonge dans l’incertitude.

## Prix
En 2017, Lisa L’Heureux reçoit le Prix littéraire Jacques-Poirier pour sa pièce, Pour l’hiver publiée aux Éditions Prise de parole. Cette pièce est également finaliste pour le prix Émergence AAOF 2017.
En 2019, Lisa L’Heureux remporte le prix littéraire Trillium, pour la pièce Et si un soir. Ce livre, également paru aux Éditions Prise de parole, est également finaliste au prix Émergence AAOF, au prix du livre d’Ottawa ainsi qu’aux prix littéraires du Gouverneur général dans la catégorie du théâtre. La production de la pièce a, pour sa part, remporté deux prix Rideau dans les catégories de  « production de l’année » ainsi que « conception de l'année » pour la conception sonore de Pierre-Luc Clément.